# Rhyparus klapperichorum
Rhyparus klapperichorum är en skalbaggsart som beskrevs av Renaud Maurice Adrien Paulian 1983. Rhyparus klapperichorum ingår i släktet Rhyparus och familjen Aphodiidae. Inga underarter finns listade i Catalogue of Life.